# Ain Seppik
Ain Seppik (* 12. März 1952 in Tallinn) ist ein estnischer Politiker.

## Leben, Jura, Politik
Ain Seppik schloss 1972 die Schule in Märjamaa ab. Anschließend studierte er bis 1977 Rechtswissenschaft an der Staatlichen Universität Tartu.
Von 1976 bis 1992 war Seppik als Staatsanwalt und Richter in mehreren Funktionen der Estnischen SSR tätig. Nach Wiedererlangung der estnischen Unabhängigkeit hatte er ab 1992 verschiedene leitende Posten bei der neugegründeten estnischen Polizei inne. 1995 wurde er enger Mitarbeiter des damaligen Innenministers und ehemaligen Ministerpräsidenten Edgar Savisaar. Von 1995 bis 1997 war Seppik Leiter des estnischen Polizeiamts. Von 1997 bis 2001 war er in der freien Wirtschaft tätig. Er gründete u. a. eine eigene Anwaltskanzlei.
Daneben war Seppik auch politisch aktiv. Er gehörte ab 1998 der Estnischen Zentrumspartei (Eesti Keskerakond) an. Ab 1999 war er Mitglied des Stadtrats von Tallinn.
Ende Januar 2002 wurde Seppik im Kabinett von Ministerpräsident Siim Kallas Innenminister der Republik Estland. Anfang 2003 musste Seppik von seinem Amt zurücktreten, als ihm eine Beteiligung an der Verurteilung von 16- bis 19-jährigen Jugendlichen Mitte der 1980er Jahre nachgewiesen wurde. Sie hatten in Tallinn sowjetfeindliche Graffiti gesprüht. Der Oberste Gerichtshof der Estnischen SSR, dem Seppik als Strafrichter angehörte, hatte sie 1985 zu mehrjährigen Haftstrafen verurteilt.
Nach seinem Rücktritt gehörte Seppik von März 2003 bis 2011 dem estnischen Parlament (Riigikogu) als Abgeordneter an. 2012 trat er – gemeinsam mit sieben weiteren Spitzenpolitikern – aus der Estnischen Zentrumspartei aus. Er schloss sich ein Jahr später der liberalen Reformpartei (Eesti Reformierkond) an. Bei der Parlamentswahl 2015 kandidierte er vergeblich auf der Liste der Reformpartei. Er ist weiterhin Mitglied des Stadtrats von Tallinn.

## Privatleben
Ain Seppik ist mit der estnischen Juristin Malle Seppik (* 1953) verheiratet. Seine Frau ist seit 2014 Richterin am Estnischen Staatsgerichtshof. Das Paar hat zwei Söhne.